# RELATION 〜あの風を辿って〜
「RELATION 〜あの風を辿って〜」は、2008年9月24日にリリースされた高杉さと美の6枚目のシングル。

## 収録楽曲

### CD
1. 夕街風 （作詞：SOFFet 作曲：YoYo from SOFFet）
2. 月が見ている  （作詞：古内東子 作曲：古内東子）
3. 青い花　（作詞：ACO 作曲：ACO）
4. 積み木　（作詞：グディングス・リナ 作曲：グディングス・リナ）
5. 夕街風 -instrumental-
6. 月が見ている -instrumental-
7. 青い花 -instrumental-
8. 積み木 -instrumental-

### DVD
1. 夕街風 music video
2. “高杉さと美 premium LIVE -garden party-”Digest part 2